# Xie Chaojie
Xie Chaojie (* 10. Oktober 1965) ist ein ehemaliger chinesischer Tischtennisspieler, der dreimal Asienmeister und einmal Vizeweltmeister wurde.

## Werdegang
Xie Chaojie gewann 1990 und 1992 die Asienmeisterschaft mit der chinesischen Mannschaft. Zudem wurde er 1992 Asienmeister im Einzel. Ins Halbfinale gelangte er 1990 im Einzel und 1992 im Doppel und Mixed. 1989, 1991 und 1993 wurde er für die Weltmeisterschaft nominiert, wo er 1991 im Mixed mit Chen Zihe erst im Endspiel gegen seine Landsleute Wang Tao/Lu Lin verlor.
In der ITTF-Weltrangliste wurde Xie Chaojie Mitte 1991 auf Platz 21 geführt. Nach 1993 trat er international nicht mehr in Erscheinung.
Von 1993 bis 1995 spielte Xie Chaojie in der Zweiten deutschen Bundesliga beim Verein TTC Grünweiß Bad Hamm, den er dann Richtung Japan verließ.

## Turnierergebnisse
| Verband | Veranstaltung           | Jahr | Ort              | Land | Einzel      | Doppel        | Mixed        | Team |
| ------- | ----------------------- | ---- | ---------------- | ---- | ----------- | ------------- | ------------ | ---- |
| CHN     | Asienmeisterschaft ATTU | 1992 | New Delhi        | IND  | Gold        | Halbfinale    | Halbfinale   | 1    |
| CHN     | Asienmeisterschaft ATTU | 1990 | Kuala Lumpur     | MAS  | Halbfinale  | Viertelfinale |              | 1    |
| CHN     | Weltmeisterschaft       | 1993 | Göteborg         | SWE  | letzte 64   | keine Teiln.  | letzte 16    |      |
| CHN     | Weltmeisterschaft       | 1991 | Chiba City       | JPN  | letzte 16   | letzte 16     | Silber       |      |
| CHN     | Weltmeisterschaft       | 1989 | Dortmund         | FRG  | letzte 16   | letzte 16     | keine Teiln. |      |
| CHN     | World Cup               | 1993 | Guangzhou        | SWE  | 9–12. Platz |               |              |      |
| CHN     | World Cup               | 1992 | Ho Chi Minh City | VIE  | 9–12. Platz |               |              |      |
| CHN     | WTC-World Team Cup      | 1991 | Barcelona        | ESP  |             |               |              | 1    |